# Xã Talkington, Quận Sangamon, Illinois
Xã Talkington (tiếng Anh: Talkington Township) là một xã thuộc quận Sangamon, tiểu bang Illinois, Hoa Kỳ. Năm 2010, dân số của xã này là 189 người.